# Heteropsoa australis
Heteropsoa australis är en skalbaggsart som beskrevs av Pierre Lesne 1895. Heteropsoa australis ingår i släktet Heteropsoa och familjen kapuschongbaggar. Inga underarter finns listade i Catalogue of Life.